# Carl-Johan Andersson
Carl-Johan Ossian Andersson (* 17. September 1978) ist ein schwedischer Handballspieler, der in Deutschland für GWD Minden in der 2. Handball-Bundesliga spielte.

## Laufbahn
Andersson spielte bis 1996 in der Jugend bei KFUM Lundagård und wechselte dann innerhalb Lunds zu LUGI HF, wo er in der schwedischen Elitserien debütierte und in sieben Jahren 175 Spiele bestritt und 509 Tore warf. Danach ging er für zwei Jahre zu IFK Ystad HK. Es folgten fünf Jahre in der spanischen Liga ASOBAL bei CAI BM Aragón (Saison 2005/06), CB Torrevieja (2006–2009) und Club Balonmano Antequera (Saison 2009/10). Aus Spanien wechselte der Kreisläufer zu Bundesliga-Absteiger GWD Minden, mit dem er zu seinem Abschied 2012 den Aufstieg feiern konnte. Andersson ging aus familiären Gründen zurück nach Schweden und schloss sich HK Malmö an. 2016 beendete er zunächst seine Karriere, wurde im März 2017 allerdings aufgrund von Verletzungsproblemen in Malmös Mannschaft reaktiviert.
Für die schwedische Nationalmannschaft bestritt er 2002 zwei Spiele, in denen ihm ein Tor gelang. Für die Junioren- und Jugend-Auswahlmannschaften seines Landes kam er auf insgesamt 50 Spiele und 72 Tore.
Bei der U-21-Weltmeisterschaft 1999 in Katar gewann er mit Schweden die Silbermedaille.

## Erfolge
- U-21-Vizeweltmeister 1999
- Aufstieg in die Handball-Bundesliga 2012

## Privates
Andersson ist verheiratet mit Frau Marie. Das Paar hat eine Tochter.